# Tony Duvert
Tony Duvert (Thoré-la-Rochette, 2 luglio 1945 – Thoré-la-Rochette, 20 agosto 2008) è stato uno scrittore e giornalista francese.

## Biografia
Autore controverso per i suoi romanzi dedicati al tema della omosessualità e delle pederastia, esordì nel 1967 col romanzo Recidiva, rivisto e ripubblicato nel 1974, dove narra dell'immaginario erotico di un adolescente omosessuale. Nel 1973, sostenuto dalla stima di Roland Barthes, ricevette il Prix Médicis per il romanzo Paysage de Fantaisie (Paesaggi di fantasia), nel quale narra dei giochi di fantasia tra un adulto e un bambino.
Nel 1974 si stabilì in Marocco, a Marrakesh. Nello stesso anno pubblicò Il buon sesso illustrato, manifesto che reclama il diritto per i bambini di poter beneficiare della liberazione sessuale. Proprio il tema della pedofilia lo portò ad essere considerato scandaloso e criminale, tanto che, dopo gli anni ottanta, non trovò più nessun editore disposto a pubblicarlo.
Nel 1982 Duvert tornò ad abitare in Francia. Collaborò alla rivista Gai Pied. Nel 1990 si ritirò a vita solitaria nel suo paese natio, Thoré-la-Rochette. Proprio in questo luogo, il 20 agosto 2008, fu rinvenuto il suo corpo alcune settimane dopo il decesso.

## Opere tradotte in italiano
- Récidive, 1967  (Recidiva,  traduzione di Alberto Guareschi, Pratiche, Parma 1977; traduzione di Angelo Morino, ES, Milano 1994)

- Le bon sexe illustré, 1973 (Il buon sesso illustrato, traduzione di Giancarlo Pavanello, ES, Milano 1995)

- Journal d'un innocent, 1976 (Diario di un innocente, traduzione di Cesare Acutis e Angelo Morino, La Rosa, Torino 1981; ES, Milano 1993; Sperling paperback, Milano 1995)
- Quand mourut Jonathan, 1978 (Quando morì Jonathan, traduzione di Alberto Guareschi, Savelli, Roma 1981; traduzione di Alberto Guareschi, ES, Milano 1997; traduzione di Stefano Serri, Kolibris, Bologna 2014)
- L'Île atlantique, 1979 (L'isola atlantica, traduzione di Massimo Raffaeli, Casagrande, Bellinzona 2000)
- L'Enfant au masculin, 1980 (L' infanzia al maschile, traduzione e nota di Giancarlo Pavanello, La rosa, Torino 1982)